# Hapoel Ramat Gan Giv'atayim
Hapoel Ramat Gan este un club de fotbal israelian din Ramat Gan. 